# Alpineskiën op de Paralympische Winterspelen 2010

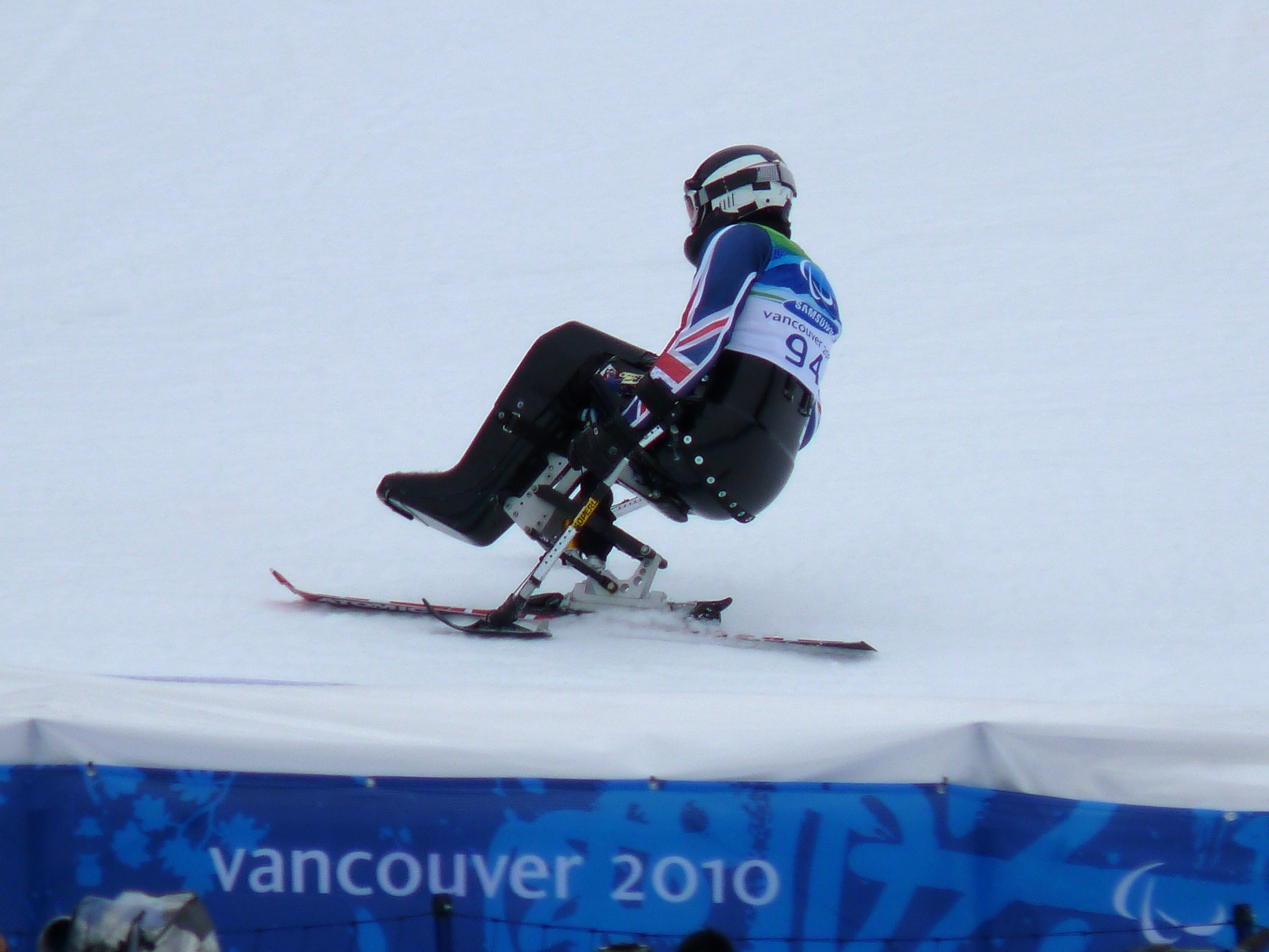
De Brit Talan Skeels-Piggins op de slalom

Alpineskiën is een van de onderdelen die op het programma staan tijdens de Paralympische Winterspelen 2010 in het Canadese Vancouver. De wedstrijden worden gehouden in het Whistler Paralympic Park te Whistler van 13 tot en met 21 maart 2010.

## Onderdelen
Op het programma staan 30 onderdelen. Vijftien voor mannen en vijftien voor vrouwen. De deelnemers zijn verdeeld in drie categorieën; staand, zittend en visueel beperkt. Voor elke categorie worden vijf disciplines gehouden. De staande deelnemers zijn beperkt in de beweging maar kunnen van hetzelfde materiaal gebruikmaken als de valide sporters. Zittende deelnemers gebruiken een zitski. De visueel beperkte deelnemers krijgen hulp van een ziende gids.
De vijf disciplines zijn:
- Afdaling
- Super G
- Reuzenslalom
- Slalom
- Supercombinatie

## Afdaling

### Mannen
| Klasse          | Snelste Tijd | land | Goud                    | land | Zilver          | land | Brons          |
| --------------- | ------------ | ---- | ----------------------- | ---- | --------------- | ---- | -------------- |
| Zittend         | 1:18.19      | SUI  | Christoph Kunz          | JPN  | Taiki Morii     | JPN  | Akira Kano     |
| Staand          | 1:20.80      | GER  | Gerd Schonfelder        | SUI  | Michael Brugger | AUS  | Marty Mayberry |
| Visueel beperkt | 1:18.23      | ESP  | Jon Santacana Maiztegui | USA  | Mark Bathum     | GER  | Gerd Gradwohl  |

### Vrouwen
| Klasse          | Snelste Tijd | land | Goud                 | land | Zilver             | land | Brons           |
| --------------- | ------------ | ---- | -------------------- | ---- | ------------------ | ---- | --------------- |
| Zittend         | 1:23.31      | USA  | Alana Nichols        | USA  | Laurie Stephens    | AUT  | Claudia Loesch  |
| Staand          | 1:25.54      | CAN  | Lauren Woolstencroft | FRA  | Solene Jambaque    | GER  | Andrea Rothfuss |
| Visueel beperkt | 1:27.51      | CAN  | Viviane Forest       | SVK  | Henrieta Farkasova | USA  | Danelle Umstead |

## Super G

### Mannen
| Klasse          | Snelste Tijd | land | Goud             | land | Zilver                  | land | Brons           |
| --------------- | ------------ | ---- | ---------------- | ---- | ----------------------- | ---- | --------------- |
| Zittend         | 1:19.98      | JPN  | Akira Kano       | GER  | Martin Braxenthaler     | JPN  | Taiki Morii     |
| Staand          | 1:20.11      | GER  | Gerd Schonfelder | FRA  | Vincent Gauthier-Manuel | AUT  | Hubert Mandl    |
| Visueel beperkt | 1:21.55      | FRA  | Nicolas Berejny  | SVK  | Jakub Krako             | SVK  | Miroslav Haraus |

### Vrouwen
| Klasse          | Snelste Tijd | land | Goud                 | land | Zilver            | land | Brons              |
| --------------- | ------------ | ---- | -------------------- | ---- | ----------------- | ---- | ------------------ |
| Zittend         | 1:33.89      | AUT  | Claudia Loesch       | USA  | Alana Nichols     | GER  | Anna Schaffelhuber |
| Staand          | 1:26.46      | CAN  | Lauren Woolstencroft | ITA  | Melania Corradini | GER  | Andrea Rothfuss    |
| Visueel beperkt | 1:33.81      | SVK  | Henrieta Farkasova   | CAN  | Viviane Forest    | CZE  | Anna Kuliskova     |

## Reuzenslalom

### Mannen
| Klasse          | Snelste Tijd | land | Goud                | land | Zilver                  | land | Brons                   |
| --------------- | ------------ | ---- | ------------------- | ---- | ----------------------- | ---- | ----------------------- |
| Zittend         | 2:37.40      | GER  | Martin Braxenthaler | SUI  | Christoph Kunz          | JPN  | Takeshi Suzuki          |
| Staand          | 2:23.92      | GER  | Gerd Schonfelder    | AUT  | Robert Meusburger       | FRA  | Vincent Gauthier-Manuel |
| Visueel beperkt | 2:41.99      | SVK  | Jakub Krako         | ESP  | Jon Santacana Maiztegui | ITA  | Gianmaria Dal Maistro   |

### Vrouwen
| Klasse          | Snelste Tijd | land | Goud                 | land | Zilver           | land | Brons          |
| --------------- | ------------ | ---- | -------------------- | ---- | ---------------- | ---- | -------------- |
| Zittend         | 2:57.57      | USA  | Alana Nichols        | USA  | Stephani Victor  | JPN  | Kuniko Obinata |
| Staand          | 2:34.03      | CAN  | Lauren Woolstencroft | GER  | Andrea Rothfuss  | RUS  | Petra Smarzova |
| Visueel beperkt | 2:56.65      | SVK  | Henrieta Farkasova   | AUT  | Sabine Gasteiger | CAN  | Viviane Forest |

## Slalom

### Mannen
| Klasse          | Snelste Tijd | land | Goud                | land | Zilver                  | land | Brons                  |
| --------------- | ------------ | ---- | ------------------- | ---- | ----------------------- | ---- | ---------------------- |
| Zittend         | 1:41.63      | GER  | Martin Braxenthaler | CAN  | Josh Dueck              | AUT  | Philipp Bonadimann     |
| Staand          | 1:45.40      | NZL  | Adam Hall           | GER  | Gerd Schonfelder        | AUS  | Cameron Rahles-Rahbula |
| Visueel beperkt | 1:45.82      | SVK  | Jakub Krako         | ESP  | Jon Santacana Maiztegui | ITA  | Gianmaria Dal Maistro  |

### Vrouwen
| Klasse          | Snelste Tijd | land | Goud                 | land | Zilver          | land | Brons               |
| --------------- | ------------ | ---- | -------------------- | ---- | --------------- | ---- | ------------------- |
| Zittend         | 2:12.05      | AUT  | Claudia Loesch       | USA  | Stephani Victor | JPN  | Kuniko Obinata      |
| Staand          | 1:51.97      | CAN  | Lauren Woolstencroft | GER  | Andrea Rothfuss | CAN  | Karolina Wisniewska |
| Visueel beperkt | 2:00.56      | AUT  | Sabine Gasteiger     | CAN  | Viviane Forest  | AUS  | Jessica Gallagher   |

## Supercombinatie

### Mannen
| Klasse          | land | Goud                | land | Zilver                  | land | Brons                  |
| --------------- | ---- | ------------------- | ---- | ----------------------- | ---- | ---------------------- |
| Zittend         | GER  | Martin Braxenthaler | AUT  | Jurgen Egle             | AUT  | Philipp Bonadimann     |
| Staand          | GER  | Gerd Schonfelder    | FRA  | Vincent Gauthier-Manuel | NZL  | Cameron Rahles-Rahbula |
| Visueel beperkt | SVK  | Jakub Krako         | ITA  | Gianmaria Dal Maistro   | SVK  | Miroslav Haraus        |

### Vrouwen
| Klasse          | land | Goud                 | land | Zilver          | land | Brons               |
| --------------- | ---- | -------------------- | ---- | --------------- | ---- | ------------------- |
| Zittend         | USA  | Stephani Victor      | AUT  | Claudia Loesch  | USA  | Alana Nichols       |
| Staand          | CAN  | Lauren Woolstencroft | FRA  | Solene Jambaque | CAN  | Karolina Wisniewska |
| Visueel beperkt | SVK  | Henrieta Farkasova   | CAN  | Viviane Forest  | USA  | Danelle Umstead     |

## Uitslagen Belgische deelnemers
| Plaats | Discipline              | Categorie       | Naam              | Tijd    |
| ------ | ----------------------- | --------------- | ----------------- | ------- |
| 7      | Vrouwen Slalom          | Visueel Beperkt | Natasha De Troyer | 2:18.19 |
| 8      | Vrouwen Afdaling        | Visueel Beperkt | Natasha De Troyer | 1:48.85 |
| 5      | Vrouwen Super G         | Visueel Beperkt | Natasha De Troyer | 1:44.03 |
| 5      | Vrouwen Supercombinatie | Visueel Beperkt | Natasha De Troyer |         |

## Uitslagen Nederlandse deelnemers
| Plaats | Discipline          | Categorie | Naam                      | Tijd           |
| ------ | ------------------- | --------- | ------------------------- | -------------- |
| 17     | Mannen Reuzenslalom | Zittend   | Kees-Jan van der Klooster | 3:07.11        |
|        | Mannen Afdaling     | Zittend   | Kees-Jan van der Klooster | Niet gefinisht |
| 23     | Mannen Super G      | Zittend   | Kees-Jan van der Klooster | 1:31.95        |

Alpineskiën · Biatlon · Langlaufen · Rolstoelcurling · Sledgehockey
1976 · 1980 · 1984 · 1988 · 1992 · 1994 · 1998 · 2002 · 2006 · 2010 · 2014 · 2018 · 2022